# Nguyễn Xuân Đông
Nguyễn Xuân Đông (sinh năm 1961) là một chính khách Việt Nam. Ông từng là Chủ tịch Ủy ban nhân dân tỉnh Hà Nam khóa XVIII, nhiệm kỳ 2016–2021. Trong Đảng Cộng sản Việt Nam, ông từng là Phó Bí thư Tỉnh ủy Hà Nam khóa XIX, nhiệm kỳ 2015-2020.

## Lý lịch và học vấn
Nguyễn Xuân Đông sinh ngày 5 tháng 3 năm 1961, quê quán xã Tiêu Động, huyện Bình Lục, tỉnh Hà Nam;

## Sự nghiệp
Nguyễn Xuân Đông từng đảm nhiệm các chức vụ Giám đốc Sở Nông nghiệp và Phát triển nông thôn tỉnh Hà Nam; Bí thư Huyện ủy Bình Lục; Phó Chủ tịch Ủy ban nhân dân tỉnh Hà Nam.
Ngày 20/11/2014, Hội đồng nhân dân tỉnh Hà Nam đã tổ chức kỳ họp thứ 10 khóa XVII (phiên bất thường) bầu Nguyễn Xuân Đông, Phó Chủ tịch Ủy ban nhân dân tỉnh, giữ chức Chủ tịch Ủy ban nhân dân tỉnh Hà Nam nhiệm kỳ 2011 - 2016.
Ngày 1/12/2014, Thủ tướng Nguyễn Tấn Dũng đã phê chuẩn kết quả bầu cử chức vụ Chủ tịch Ủy ban nhân dân tỉnh Hà Nam nhiệm kỳ 2011-2016 đối với ông Nguyễn Xuân Đông, Phó Bí thư Tỉnh ủy, Phó Chủ tịch Ủy ban nhân dân tỉnh Hà Nam.
Chiều ngày 24/9/2015, Đại hội Đại biểu Đảng bộ tỉnh Hà Nam lần thứ XIX, nhiệm kỳ 2015 - 2020 đã bầu Nguyễn Xuân Đông tiếp tục giữ chức Phó Bí thư Tỉnh ủy nhiệm kỳ 2015 - 2020.
Ngày 2/7/2016, tại kỳ họp thứ nhất của Hội đồng nhân dân tỉnh Hà Nam, ông Nguyễn Xuân Đông, Phó Bí thư Tỉnh ủy, Chủ tịch Ủy ban nhân dân tỉnh Hà Nam khóa XVII tiếp tục được bầu giữ chức vụ Chủ tịch Ủy ban nhân dân tỉnh Hà Nam khóa XVIII nhiệm kỳ 2016-2021, với số phiếu bầu 46/48 đạt tỉ lệ 95,8%.
Ngày 6/10/2020, Hội đồng Nhân dân (HĐND) tỉnh Hà Nam khoá 18 họp kỳ thứ 17. Tại kỳ họp, HĐND miễn nhiệm chức danh Chủ tịch UBND tỉnh Hà Nam với ông Nguyễn Xuân Đông do đến tuổi nghỉ công tác.